# Sophie Villeneuve
Sophie Villeneuve (ur. 6 listopada 1969 w Miluzie) – francuska biegaczka narciarska, zawodniczka klubu Douanes Dauphine .

## Kariera
W 1988 roku wystąpiła na mistrzostwach świata juniorów w Saalfelden, zajmując 60. miejsce w biegu na 5 km techniką klasyczną oraz 15. miejsce w biegu na 15 km stylem dowolnym. Podczas rozgrywanych rok później mistrzostw świata juniorów w Vang zajęła odpowiednio 26. i 16. miejsce, a w sztafecie była dziesiąta.
W Pucharze Świata zadebiutowała 2 marca 1990 roku w Lahti, zajmując 34. miejsce w biegu na 5 km stylem dowolnym. Pierwsze punkty zdobyła nieco ponad rok później, 9 marca 1991 roku w Falun, zajmując 15. miejsce w biegu na 15 km stylem dowolnym. Nigdy nie stanęła na podium zawodów tego cyklu, najlepszy wynik osiągnęła 10 grudnia 1997 roku w Mediolanie, kończąc sprint stylem dowolnym na czwartej pozycji. Walkę o podium przegrała tam z Anitą Moen z Norwegii. Najlepsze rezultaty osiągnęła w sezonie 1997/1998, kiedy zajęła 14. miejsce w klasyfikacji generalnej.
W 1992 roku wystąpiła na igrzyskach olimpijskich w Albertville, zajmując między innymi piąte miejsce w sztafecie i osiemnaste na dystansie 30 km stylem dowolnym. Na rozgrywanych dwa lata później igrzyskach w Lillehammer była dziewiąta w biegu na 15 km techniką dowolną. Brała też udział w igrzyskach olimpijskich w Nagano w 1998 roku, gdzie zajęła jedenaste miejsce w sztafecie i siedemnaste w biegu na 30 km. Była też między innymi dziewiąta w biegu na 15 km stylem dowolnym podczas mistrzostw świata w Trondheim w 1997 roku oraz dziesiąta w biegu na 5 km techniką klasyczną i biegu pościgowym podczas mistrzostw świata w Ramsau dwa lata później.

## Osiągnięcia

### Igrzyska olimpijskie
| Miejsce | Dzień     | Rok  | Miejscowość | Konkurencja            | Czas biegu | Strata  | Zwyciężczyni      |
| ------- | --------- | ---- | ----------- | ---------------------- | ---------- | ------- | ----------------- |
| 49.     | 13 lutego | 1992 | Albertville | 5 km stylem klasycznym | 14:13,8    | +2:01,2 | Marjut Lukkarinen |
| 31.     | 15 lutego | 1992 | Albertville | 5+10 km pościgowy      | 40:07,7    | +3:34,8 | Lubow Jegorowa    |
| 5.      | 17 lutego | 1992 | Albertville | Sztafeta 4 × 5 km      | 59:34,8    | +1:55,9 | WNP               |
| 18.     | 21 lutego | 1992 | Albertville | 30 km stylem dowolnym  | 1:22:30,1  | +7:44,4 | Stefania Belmondo |
| 9.      | 13 lutego | 1994 | Lillehammer | 15 km stylem dowolnym  | 39:44,5    | +2:56,8 | Manuela Di Centa  |
| 23.     | 15 lutego | 1994 | Lillehammer | 5 km stylem klasycznym | 14:08,8    | +1:23,1 | Lubow Jegorowa    |
| 10.     | 17 lutego | 1994 | Lillehammer | 5+10 km pościgowy      | 41:38,9    | +1:58,8 | Lubow Jegorowa    |
| 11.     | 21 lutego | 1994 | Lillehammer | Sztafeta 4 × 5 km      | 57:12,5    | +5:16,1 | Rosja             |
| 32.     | 10 lutego | 1998 | Nagano      | 5 km stylem klasycznym | 17:37,9    | +1:27,6 | Łarisa Łazutina   |
| 27.     | 12 lutego | 1998 | Nagano      | 5+10 km bieg pościgowy | 46:06,9    | +3:01,6 | Łarisa Łazutina   |
| 11.     | 15 lutego | 1998 | Nagano      | Sztafeta 4 × 5 km      | 55:13,5    | +3:14,2 | Rosja             |
| 17.     | 20 lutego | 1998 | Nagano      | 30 km stylem dowolnym  | 1:22:01,5  | +6:56,3 | Julija Czepałowa  |

### Mistrzostwa świata
| Miejsce | Dzień     | Rok  | Miejscowość | Konkurencja             | Czas biegu | Strata  | Zwyciężczyni                   |
| ------- | --------- | ---- | ----------- | ----------------------- | ---------- | ------- | ------------------------------ |
| 38.     | 21 lutego | 1993 | Falun       | 5 km stylem klasycznym  | 14:07,6    | +1:08,1 | Łarisa Łazutina                |
| 20.     | 23 lutego | 1993 | Falun       | 5+10 km pościgowy       | 40:19,0    | +2:15,0 | Stefania Belmondo              |
| 9.      | 25 lutego | 1993 | Falun       | Sztafeta 4 × 5 km       | 54:15,7    | +3:31,0 | Rosja                          |
| 22.     | 27 lutego | 1993 | Falun       | 30 km stylem dowolnym   | 1:22:41,3  | +7:27,2 | Stefania Belmondo              |
| 31.     | 12 marca  | 1995 | Thunder Bay | 5 km stylem klasycznym  | 15:23,7    | +1:32,0 | Łarisa Łazutina                |
| 18.     | 14 marca  | 1995 | Thunder Bay | 5+10 km pościgowy       | 43:19,6    | +2:30,2 | Łarisa Łazutina                |
| 16.     | 18 marca  | 1995 | Thunder Bay | 30 km stylem dowolnym   | 15:23,7    | +5:31,2 | Jelena Välbe                   |
| 9.      | 21 lutego | 1997 | Trondheim   | 15 km stylem dowolnym   | 36:28,2    | +1:42,3 | Jelena Välbe                   |
| 50.     | 23 lutego | 1997 | Trondheim   | 5 km stylem klasycznym  | 13:32,7    | +1:13,8 | Jelena Välbe                   |
| 20.     | 24 lutego | 1997 | Trondheim   | 5+10 km pościgowy       | 39:13,5    | +2:12,0 | Stefania Belmondo Jelena Välbe |
| 7.      | 27 lutego | 1997 | Trondheim   | Sztafeta 4 × 5 km       | 56:40,2    | +2:22,1 | Rosja                          |
| 35.     | 23 lutego | 1997 | Trondheim   | 30 km stylem klasycznym | 13:32,7    | +8:58,3 | Jelena Välbe                   |
| 19.     | 19 lutego | 1999 | Ramsau      | 15 km stylem dowolnym   | 38:49,0    | +3:34,0 | Stefania Belmondo              |
| 10.     | 22 lutego | 1999 | Ramsau      | 5 km stylem klasycznym  | 12:49,8    | +44,7   | Bente Skari                    |
| 10.     | 23 lutego | 1999 | Ramsau      | 5+10 km pościgowy       | 42:27,9    | +1:42,1 | Stefania Belmondo              |
| 9.      | 25 lutego | 1999 | Ramsau      | Sztafeta 4 × 5 km       | 53:05,9    | +2:58,4 | Rosja                          |
| 21.     | 27 lutego | 1999 | Ramsau      | 30 km stylem klasycznym | 1:29:19,9  | +7:01,5 | Łarisa Łazutina                |

### Mistrzostwa świata juniorów
| Miejsce | Dzień    | Rok  | Miejscowość | Konkurencja            | Wynik     | Strata  | Zwyciężczyni       |
| ------- | -------- | ---- | ----------- | ---------------------- | --------- | ------- | ------------------ |
| 60.     | 3 lutego | 1988 | Saalfelden  | 5 km stylem klasycznym | 14:33,6   | +2:32,3 | Tatjana Bondariewa |
| 15.     | 7 lutego | 1988 | Saalfelden  | 15 km stylem dowolnym  | 40:30,7   | +2:34,9 | Gabriele Heß       |
| 16.     | 16 marca | 1989 | Vang        | 15 km stylem dowolnym  | 50:30,3   | +3:38,9 | Stefania Belmondo  |
| 26.     | 18 marca | 1989 | Vang        | 5 km stylem klasycznym | 16:21,8   | +1:20,8 | Stefania Belmondo  |
| 10.     | 19 marca | 1989 | Vang        | Sztafeta 4 × 5 km      | 1:05:15,0 | +34,0   | ZSRR               |

### Puchar Świata

#### Miejsca w klasyfikacji generalnej
- sezon 1990/1991: 46.
- sezon 1992/1993: 29.
- sezon 1993/1994: 21.
- sezon 1994/1995: 36.
- sezon 1995/1996: 18.
- sezon 1996/1997: 15.
- sezon 1997/1998: 14.
- sezon 1998/1999: 18.

#### Miejsca na podium
Villeneuve nigdy nie stała na podium zawodów PŚ.